# Trey Davis
Ne doit pas être confondu avec Troy Davis
Pour les articles homonymes, voir Trey et Davis.
Trey Davis, né le 26 mai 1993 à DeSoto au Texas, est un joueur américain de basket-ball. Il évolue au poste de meneur.

## Biographie

### Carrière universitaire
Davis passe ses quatre années universitaires à l'université du Massachusetts à Amherst où il joue pour les Minutemen entre 2012 et 2016.

### Carrière professionnelle
Le 23 juin 2016, lors de la draft 2016 de la NBA, automatiquement éligible, il n'est pas sélectionné.
Le 2 août 2016, il signe son premier contrat professionnel au Danemark chez les Bakken Bears. Mais, sélectionné à la 7e position du 6e tour de la draft 2016 de la D-League par le Charge de Canton, il quitte le club danois sans y avoir disputé un match pour rejoindre l'équipe américaine.

## Palmarès
- Atlantic 10 Tournament Semifinals (13)
- USBWA All-District I Team (16)

## Statistiques

### Universitaires
| Saison    | Équipe        | Matchs | Titul. | Min./m | % Tir | % 3pts | % LF | Rbds/m. | Pass/m. | Int/m. | Ctr/m. | Pts/m. |
| --------- | ------------- | ------ | ------ | ------ | ----- | ------ | ---- | ------- | ------- | ------ | ------ | ------ |
| 2012-2013 | Massachusetts | 32     | 0      | 9,5    | 40,0  | 44,4   | 74,4 | 1,06    | 1,28    | 0,38   | 0,00   | 3,28   |
| 2013-2014 | Massachusetts | 33     | 0      | 23,3   | 39,5  | 37,7   | 76,7 | 2,61    | 2,52    | 0,94   | 0,00   | 9,18   |
| 2014-2015 | Massachusetts | 32     | 32     | 30,7   | 38,2  | 30,5   | 82,3 | 2,78    | 3,66    | 1,00   | 0,09   | 10,81  |
| 2015-2016 | Massachusetts | 32     | 32     | 34,0   | 39,1  | 36,6   | 87,6 | 4,59    | 3,22    | 1,19   | 0,12   | 18,72  |
| Carrière  | Carrière      | 129    | 64     | 24,4   | 39,0  | 35,5   | 82,5 | 2,76    | 2,67    | 0,88   | 0,05   | 10,49  |

### Professionnelles
| Saison    | Équipe | Matchs | Titul. | Min./m | % Tir | % 3pts | % LF | Rbds/m. | Pass/m. | Int/m. | Ctr/m. | Pts/m. |
| --------- | ------ | ------ | ------ | ------ | ----- | ------ | ---- | ------- | ------- | ------ | ------ | ------ |
| 2016-2017 | Canton | 1      | 0      | 19,1   | 0,0   | 0,0    | 0,0  | 1,00    | 2,00    | 0,00   | 0,00   | 0,00   |

Mise à jour le 19 novembre 2016